# Antonio Capuano
Pour les articles homonymes, voir Capuano.
Antonio Capuano (né le 9 avril 1940 à Naples, en Italie) est un réalisateur et scénariste italien.
Il fut membre du jury du Festival de Locarno 2006.

## Filmographie

### Comme réalisateur
- 1991 : Vito e gli altri (it)
- 1994 : L'unico paese al mondo (it)
- 1996 : Pianese Nunzio, 14 anni a maggio (it)
- 1997 : I vesuviani
- 1998 : Polvere di Napoli (it)
- 2001 : Luna rossa
- 2005 : La guerra di Mario
- 2009 : Giallo?
- 2010 : L'amore buio (it)
- 2015 : Bagnoli Jungle
- 2018 : Achille Tarallo (it)
- 2020 : Il buco in testa (it)

### Comme scénariste
- 1991 : Vito e gli altri (it)
- 1996 : Pianese Nunzio, 14 anni a maggio (it)
- 1997 : I vesuviani
- 2001 : Luna rossa
- 2005 : La guerra di Mario